# Morebilus fitton
Morebilus fitton là một loài nhện trong họ Trochanteriidae. Loài này phân bố ở Australië.